# Kartini
Raden Adjeng Kartini (21 de abril de 1879 – 17 de septiembre de 1904), a veces conocida como Raden Ayu Kartini, fue una prominente heroína nacional indonesia de Java. También fue pionera en el área de la educación de las niñas y los derechos de la mujer para los indonesios. 
Nacida en una familia aristocrática javanesa de las Indias Orientales holandesas, ahora Indonesia, asistió a una escuela primaria de lengua holandesa. Aspiraba a recibir una educación superior, pero ni ella ni otras niñas de la sociedad javanesa tenían esa opción. Entró en contacto con varios funcionarios y personas influyentes, entre ellos J.H. Abendanon, que estaba a cargo de la aplicación de la Política Ética Holandesa. 
Kartini escribió cartas sobre sus ideas y sentimientos, que fueron publicadas en una revista holandesa y más tarde como: De la Oscuridad a la Luz, La Vida de las Mujeres en el Pueblo, y Cartas de una Princesa Javanesa. Su cumpleaños se celebra desde mediados del siglo XX como el Día de Kartini en Indonesia. Se interesó por el misticismo y se opuso a la poligamia. Su defensa de la educación de las niñas fue continuada por sus hermanas. Las escuelas Kartini fueron nombradas en su honor y se estableció un fondo en su nombre para financiar la educación de las niñas. 

## Biografía
Kartini nació en una familia aristocrática javanesa cuando Java formaba parte de la colonia holandesa de las Indias Orientales Holandesas. El padre de Kartini, Sosroningrat, se convirtió en Jefe de la Regencia de Jepara. Era originalmente el jefe de distrito de Mayong. Su madre, Ngasirah, era hija de Madirono y profesora de religión en Telukawur. Ella fue su primera esposa pero no la más importante. En esta época, la poligamia era aun una práctica común entre la nobleza. Las regulaciones coloniales requerían que un jefe de regencia se casara con un miembro de la nobleza. Como Ngasirah no era de una nobleza suficientemente alta, Sosroningrat se casó por segunda vez con Woerjan (Moerjam), una descendiente directa del Rajá de Madura. Después de este segundo matrimonio, el padre de Kartini fue elevado a Jefe de la Regencia de Jepara, reemplazando al padre de su segunda esposa, Tjitrowikromo. 
Kartini era el quinto hijo y la segunda hija de una familia de once miembros, incluyendo medio hermanos. Nació en una familia con una fuerte tradición intelectual. Su abuelo, Pangeran Ario Tjondronegoro IV, se convirtió en jefe de la regencia a la edad de 25 años, mientras que el hermano mayor de Kartini, Sosrokartono, era un consumado lingüista. La familia de Kartini le permitió asistir a la escuela hasta los 12 años. Aquí, entre otras cosas, aprendió a hablar holandés, un logro inusual para las mujeres javanesas de la época. Después de cumplir los 12 años fue recluida (pingit) en su casa, una práctica común entre la nobleza javanesa, para preparar a las jóvenes para su matrimonio. Durante el aislamiento, a las niñas no se les permitía salir de la casa de sus padres hasta que se casaran, momento en el cual la autoridad sobre ellas era transferida a sus esposos. El padre de Kartini fue más indulgente que otros durante el aislamiento de su hija, dándole privilegios como permitirle lecciones de bordado y apariciones ocasionales en público para eventos especiales. 

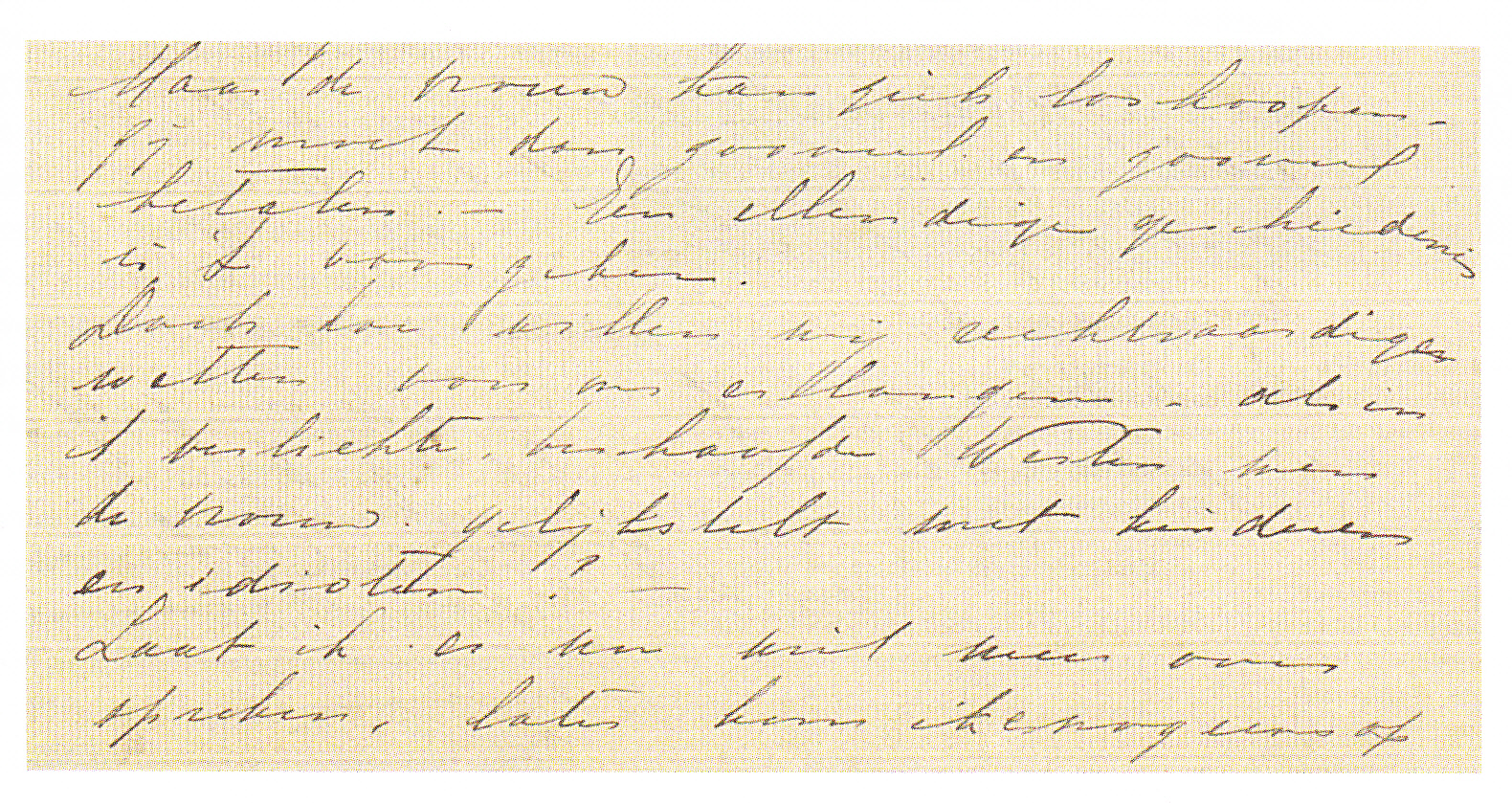
Carta de Kartini a Rosa Abendanon (fragmento)

Durante su reclusión, Kartini continuó educándose por su cuenta. Debido a que podía hablar holandés, adquirió varios amigos por correspondencia holandeses. Uno de ellos, una chica llamada Rosa Abendanon, se convirtió en una amiga íntima. Libros, periódicos y revistas europeas alimentaron el interés de Kartini por el pensamiento feminista europeo y fomentaron el deseo de mejorar las condiciones de las mujeres indígenas indonesias, que en ese momento tenían un estatus social muy bajo. 
Las lecturas de Kartini incluían el periódico Semarang, al que empezó a enviar contribuciones que fueron publicadas. Antes de cumplir los 20 años había leído Max Havelaar y Love Letters de Multatuli. También leyó De Stille Kracht (La fuerza oculta) de Louis Couperus, las obras de Frederik van Eeden, Augusta de Witt, el autor romántico-feminista Goekoop de-Jong Van Eek y una novela contra la guerra de Berta von Suttner, Die Waffen Nieder! (¡Baja tus brazos!). Todas estaban en holandés. 
Las preocupaciones de Kartini no solo se referían a la emancipación de la mujer, sino también a otros problemas de su sociedad. Kartini vio que la lucha por la mujer para obtener su libertad, autonomía e igualdad legal era solo parte de un movimiento más amplio. 
Los padres de Kartini arreglaron su matrimonio con Joyodiningrat, el Jefe de la Regencia de Rembang, que ya tenía tres esposas. Se casó el 12 de noviembre de 1903. Su marido comprendió los objetivos de Kartini y le permitió establecer una escuela para mujeres en el porche este del complejo de oficinas de la Regencia de Rembang. El único hijo de Kartini nació el 13 de septiembre de 1904. Pocos días después, el 17 de septiembre de 1904, Kartini murió debido al difícil parto a la edad de 25 años. Fue enterrada en la aldea de Bulu, Rembang. 
Inspirados por el ejemplo de R.A. Kartini, la familia Van Deventer estableció la Fundación R.A. Kartini que construyó escuelas para mujeres, las "Escuelas de Kartini" en Semarang en 1912, seguidas por otras escuelas para mujeres en Surabaya, Yogyakarta, Malang, Madiun, Cirebon y otras áreas. 

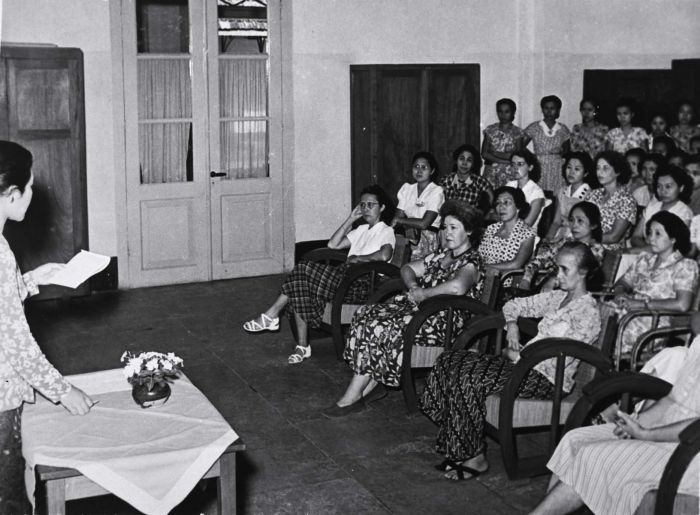
Conmemoración del Día de Kartini en 1953.

En 1964, el presidente Sukarno declaró el 21 de abril, fecha de nacimiento de R.A. Kartini, como "Día de Kartini", una fiesta nacional indonesia. Esta decisión ha sido criticada posteriormente. Se ha propuesto que el Día de Kartini se celebre conjuntamente con el Día de las Madres Indonesias el 22 de diciembre, de modo que la elección de R.A. Kartini como heroína nacional no eclipse a otras mujeres que, a diferencia de R.A. Kartini, se alzaron en armas para oponerse a los colonizadores. 
Por el contrario, quienes reconocen la importancia de R.A. Kartini argumentan que no solo fue una feminista que elevó la condición de la mujer en Indonesia, sino que también fue una figura nacionalista con nuevas ideas, que luchó en nombre de su pueblo y desempeñó un papel precursor en la lucha nacional por la independencia. 

## Cartas
Después de la muerte de Raden Adjeng Kartini, el Sr. J.H. Abendanon, Ministro de Cultura, Religión e Industria de las Indias Orientales, recogió y publicó las cartas que Kartini había enviado a sus amigos en Europa. El libro se tituló Door Duisternis tot Licht (Fuera de la oscuridad viene la luz) y fue publicado en 1911. Pasó por cinco ediciones, con algunas cartas adicionales incluidas en la edición final, y fue traducido al inglés por Agnes L. Symmers y publicado bajo el título Letters of a Javanese Princess (Cartas de una princesa javanesa). 
La publicación de las cartas de R.A. Kartini, escritas por una mujer nativa de Java, atrajo un gran interés en los Países Bajos, y las ideas de Kartini comenzaron a cambiar la forma en que los holandeses veían a las mujeres nativas javanesas. Sus ideas también sirvieron de inspiración para figuras prominentes en la lucha por la independencia.
Hay algunos motivos para dudar de la veracidad de las cartas de R.A. Kartini. Hay alegaciones de que Abendanon las inventó. Estas sospechas surgieron porque el libro de R.A. Kartini se publicó en un momento en que el gobierno colonial holandés estaba implementando su Política Ética Holandesa en las Indias Orientales Neerlandesas, y Abendanon fue uno de los más destacados partidarios de esta política. Se desconoce el paradero actual de la gran mayoría de las cartas de R.A. Kartini. Según el difunto Sulastin Sutrisno, el Gobierno holandés no ha podido localizar a los descendientes de J. H. Abendanon.

## Ideas

### Condición de las mujeres indonesias
En sus cartas, Raden Adjeng Kartini escribió acerca de sus puntos de vista sobre las condiciones sociales que prevalecían en ese momento, particularmente la condición de las mujeres nativas de Indonesia. La mayoría de sus cartas protestan contra la tendencia cultural javanesa de imponer obstáculos al desarrollo de la mujer. Ella quería que las mujeres tuvieran la libertad de aprender y estudiar. R.A. Kartini escribió acerca de sus ideas y ambiciones, entre ellas Zelf-ontwikkeling, Zelf-onderricht, Zelf-vertrouwen, Zelf-werkzaamheid y Solidariteit. Todas estas ideas se basaban en la Religieusiteit, Wijsheid, y Schoonheid, es decir, la creencia en Dios, la Sabiduría y la Belleza, junto con el Humanitarismo y el Nacionalismo. 
Las cartas de Kartini también expresaban sus esperanzas de recibir apoyo del extranjero. En su correspondencia con Estele "Stella" Zeehandelaar, R.A. Kartini expresó su deseo de ser como la juventud europea. Describió los sufrimientos de las mujeres javanesas encadenadas por la tradición, incapaces de estudiar, recluidas y que debían estar preparadas para participar en matrimonios polígamos con hombres que no conocían. 

### Vegetarianismo
Se sabe por sus cartas de octubre de 1902 a Abendanon y a su esposo que a la edad de 23 años, Raden Adjeng Kartini tenía en mente vivir una vida vegetariana. "Hace tiempo que estamos pensando en hacerlo [ser vegetariano], incluso he comido sólo verduras durante años, pero todavía no tengo el suficiente valor moral para seguir adelante. Todavía soy demasiado joven", escribió. 
También enfatizó la relación de este tipo de vida con los pensamientos religiosos. Se la cita: "Vivir una vida como vegetariana es una oración sin palabras al Todopoderoso".

### Estudios adicionales y enseñanza
R.A. Kartini amaba profundamente a su padre, aunque es evidente que su profundo afecto por él se convirtió en un obstáculo más para la realización de sus ambiciones. Fue lo suficientemente progresista como para permitir la escolarización de sus hijas hasta los doce años, pero en ese momento cerró firmemente la puerta a una mayor escolarización. En sus cartas, su padre también expresó su afecto por Kartini. Finalmente, le dio permiso para que estudiara para convertirse en maestra en Batavia (ahora Yakarta), aunque antes le había impedido que continuara sus estudios en los Países Bajos o que ingresara en la escuela de medicina de Batavia. 
El deseo de R.A. Kartini de continuar sus estudios en Europa también se expresó en sus cartas. Varios de sus amigos por correspondencia trabajaron en su nombre para apoyar a Kartini en este esfuerzo. Muchos de ellos expresaron su decepción cuando la ambición de Kartini fue finalmente frustrada. Al final, sus planes de estudiar en Japón se cambiaron por planes de viajar a Tokio, siguiendo el consejo de la Sra. Abendanon de que esto sería lo mejor para R.A. Kartini y su hermana menor, R. Ayu Rukmini. 
Sin embargo, en 1903, a la edad de 24 años, sus planes de estudiar para convertirse en maestra en Tokio se vinieron abajo. En una carta a la Sra. Abendanon, R.A. Kartini escribió que el plan había sido abandonado porque iba a casarse: "En resumen, ya no deseo aprovechar esta oportunidad, porque voy a casarme". Esto a pesar de que, por su parte, el Departamento de Educación holandés había dado finalmente permiso a R.A. Kartini y a R.Ay. Rukmini para que estudiaran en Batavia. 
A medida que se acercaba la boda, la actitud de R.A. Kartini hacia las costumbres tradicionales javanesas comenzó a cambiar. Se volvió más tolerante. Empezó a sentir que su matrimonio traería buena fortuna por su ambición de desarrollar una escuela para mujeres nativas. En sus cartas, mencionó que no solo su estimado esposo apoyaba su deseo de desarrollar la industria de la talla en madera en Jepara y la escuela para mujeres nativas, sino que también mencionó que iba a escribir un libro. Lamentablemente, esta ambición no se hizo realidad debido a su muerte prematura.

## Legado
Las escuelas Kartini, que llevan su nombre, se abrieron en Bogor, Yakarta y Malang. También se estableció una sociedad con su nombre en los Países Bajos.

### Día de Kartini

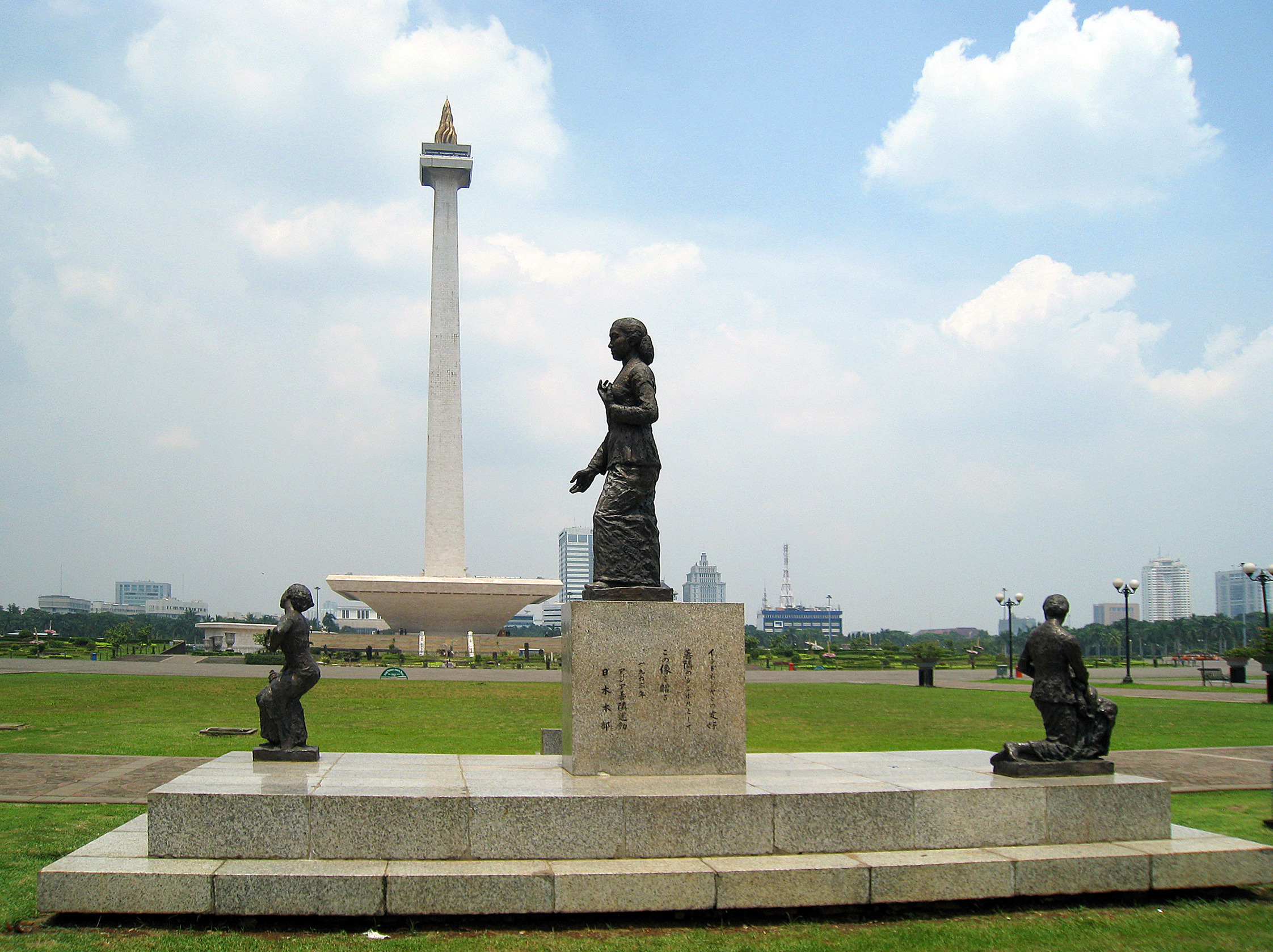
Estatua de Kartini en el parque este de la Plaza Merdeka, Yakarta.

El estado del Viejo Orden de Sukarno declaró el 21 de abril como el Día de Kartini para recordar a las mujeres que debían participar en "el discurso estatal hegemónico del pembangunan (desarrollo)". Sin embargo, después de 1965, el estado del Nuevo Orden de Suharto reconfiguró la imagen de Kartini, pasando de la de emancipadora de las mujeres radicales a una que la retrataba como esposa e hija obediente, "como sólo una mujer vestida con kebaya que puede cocinar". En esta ocasión, conocida popularmente como Hari Ibu Kartini o el Día de la Madre Kartini, "las jóvenes debían llevar a la escuela chaquetas ajustadas, camisas batik, peinados elaborados y joyas ornamentadas, supuestamente reproduciendo el atuendo de Kartini, pero en realidad llevando un conjunto inventado y más restrictivo que el que ella nunca tuvo". 

La melodía "Ibu Kita Kartini" (Nuestra Madre Kartini) de WR Supratman: 

## Tributo
El 21 de abril de 2016, Google celebró su 137 cumpleaños con un Doodle de Google.